# Per Frandsen
Per Frandsen (ur. 6 lutego 1970 w Kopenhadze) – duński piłkarz występujący na pozycji pomocnika, po zakończeniu kariery zawodniczej trener piłkarski.

## Kariera piłkarska
Frandsen w karierze seniorskiej występował w duńskich klubach B 1903 oraz FC København. Natomiast zagraniczne kluby, w których był zawodnikiem to: Lille OSC, Bolton Wanderers, Blackburn Rovers i Wigan Athletic, gdzie zakończył karierę w 2004 roku.
W 1992 roku występował na igrzyskach olimpijskich w Barcelonie. Rozegrał na nich trzy spotkania.
Przez trenera Bo Johanssona został powołany na mundial we Francji. Zagrał w dwóch spotkaniach (z Arabią Saudyjską oraz Nigerią), w których wszedł na boisko z ławki rezerwowych.
W duńskiej kadrze rozegrał 23 mecze w latach 1990–2003. 

## Kariera trenerska
Frandsen w 2009 roku został asystentem trenera w HB Køge, a trzy lata później głównym szkoleniowcem tego zespołu. W 2014 roku został trenerem drużyny do lat 19 Brøndby IF. W następnym roku przeszedł do Akademisk BK, gdzie pełnił funkcję pierwszego trenera. W sezonie 2015/16 wywalczył awans do 1. division. W 2017 roku został szkoleniowcem Hvidovre IF. W sezonie 2017/18 awansował z zespołem do 1. division, a w sezonie 2022/23 do Superligaen po 26 latach przerwy. W sezonie 2023/24 Hvidovre spadło do 1. division, natomiast po sezonie 2024/25 rozstało się z Frandsenem.